# 横滨中华街

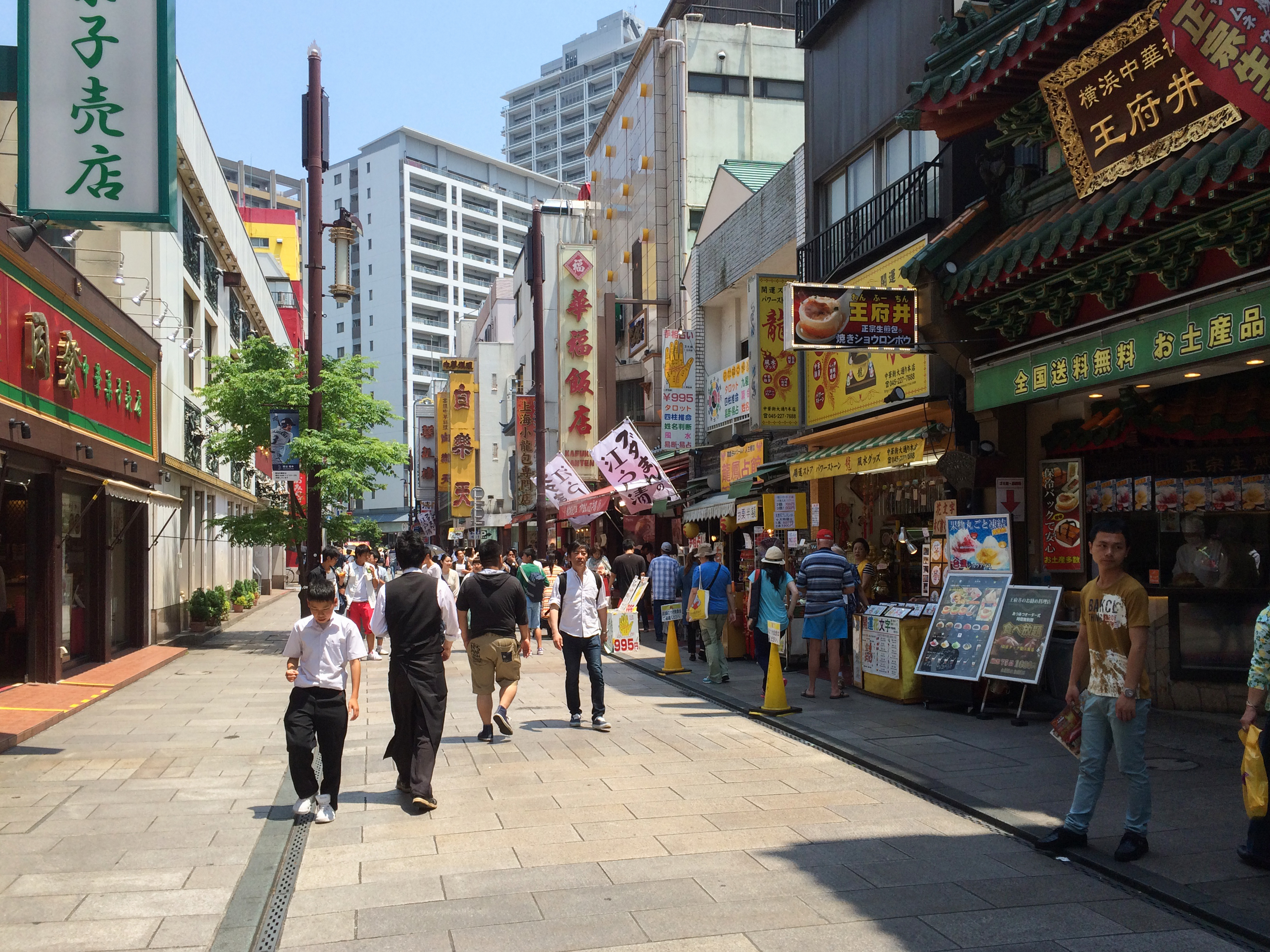
步行空間

横滨中华街（日语：／ Yokohama Chūkagai ?）是位于日本神奈川县横滨市中区山下町一帶、1859年至今具有超過160年历史的华人居住区，属于俗称的“唐人街”。居住在这里的约三、四千华侨中，以祖籍为中国广东人的为主。1955年之前，這裡又名唐人町或南京町。
横滨中华街是日本乃至亚洲最大的唐人街，与神户南京町、长崎新地中华街一起并称为日本的三大中华街。在横滨中华街，仅中国餐馆就有200多家。

## 历史
1859年横滨港开港之时，横滨市建成了外国人居留地（类似于租界的形式），一些服务于欧美商社及银行的中国人与欧美人一起往来于中日之间。当横滨与上海、香港之间开设了定期的船路航班之后，一些中国贸易商也开始往来中日之间，并在居留地的山下町周围建造了关帝庙、中华会馆、中华学校等。这些是横滨中华街最初的发展。
在條約改正之後，居留地在1899年被廢止。儘管中國人可從事的職業受到限制，不過此後可以住到居留地外的地區，中華街因而得到了進一步的發展。但1923年發生了關東大地震，中華街遭受了重創，很多中國人因而被迫返回了中國。雖然之後有短暫恢復，但卻因為1937年日本侵華戰爭的全面爆發，在日本的華人也被強烈壓迫，唐人街因而進入了停滯期。
在二戰後的復興期裡横濱港繁盛了起來，而與香港之间的往來也復活了。1955年時，中華街主要街道的入口建立了善隣門，揭幕時在善隣門的牌樓上有著此街道的正式名稱「中華街」以及「親仁善隣」這四個字。許多日本人也來到此地，因而中華街發展成了觀光地區。
在2004年2月1日横濱高速鐵道港未來線開始營運，元町·中華街站被設為終點站。由於車站的名稱加入了「中華街」這個名字，加上東急電鐵東橫線與港未來21線相互直通運轉，因此，從東京澀谷站搭乘東急東橫線，只需約1個小時即可直達，令中華街的交通便利性與知名度都獲得了大幅度的提升。這裡年均遊客達1800萬人次，成功增加了旅遊收入，創造了就業機會。在中華街，有343家華人商店和197家日本人商店，散發著獨特的魅力，成為旅遊名地，直接經濟效益達到500億日元。
2006年（平成18年）3月17日，橫濱媽祖廟在開港150周年紀念的橫濱開廟。由位于福建莆田市湄洲岛的祖庙湄洲天后宫分靈。媽祖在140年前，曾經記載被清朝領事館與橫濱關帝廟祭祀，在横濱中華街自古就得到深厚的信仰。

## 华侨的节日
- 春节：農曆的正月（陽曆1月－2月），日本稱為舊正月，是華人社會最重要的節日。
- 清明节：農曆4月5日（陽曆5月），以掃墓、祭拜等形式紀念祖先的中國傳統節日。
- 关帝生日：农历6月24日（陽曆7月－8月），商業之神關帝的生日。

## 相册

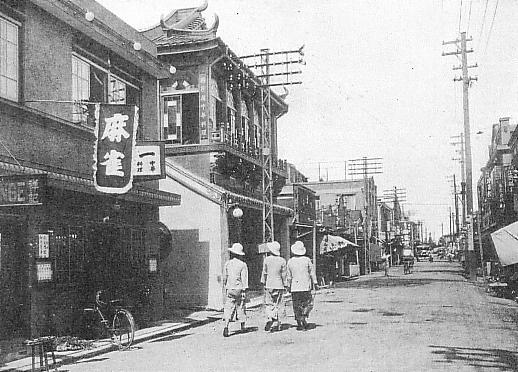
横滨中华街（1930年）
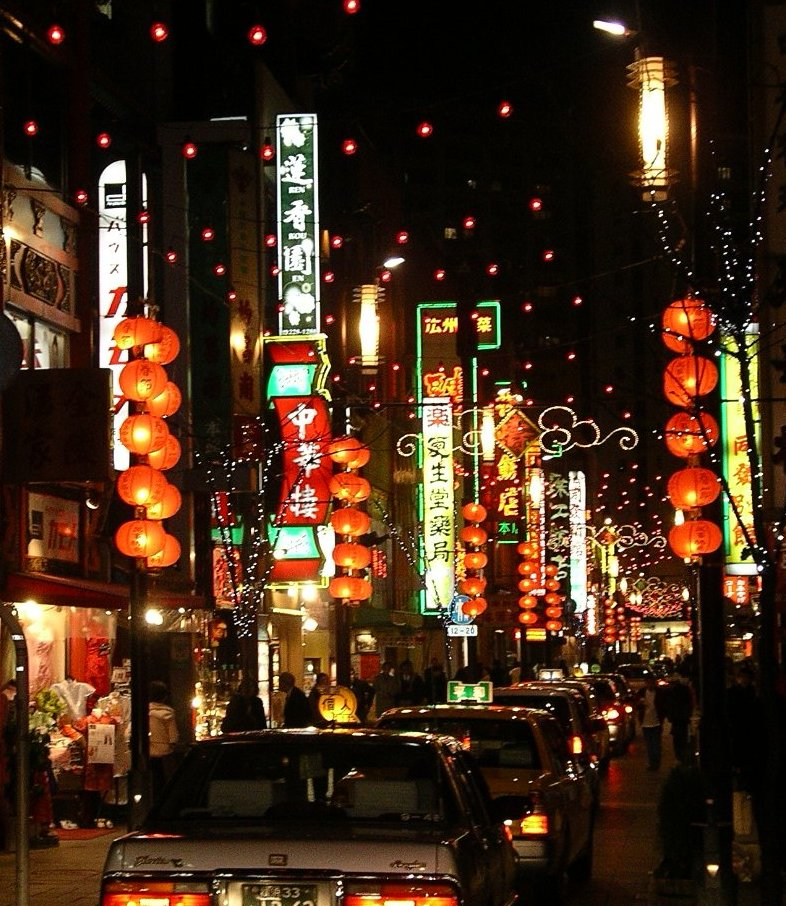
横滨中华街（2007年3月1日）
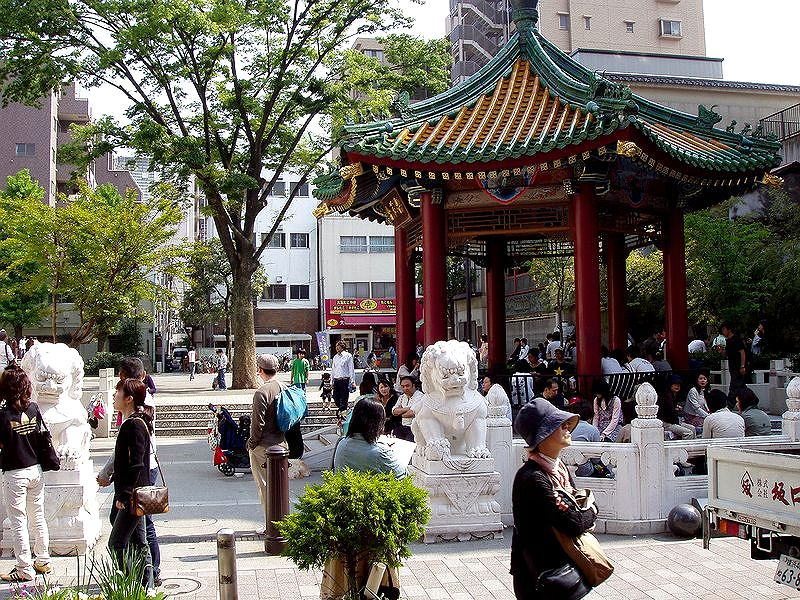
横滨中华街（2008年4月29日）
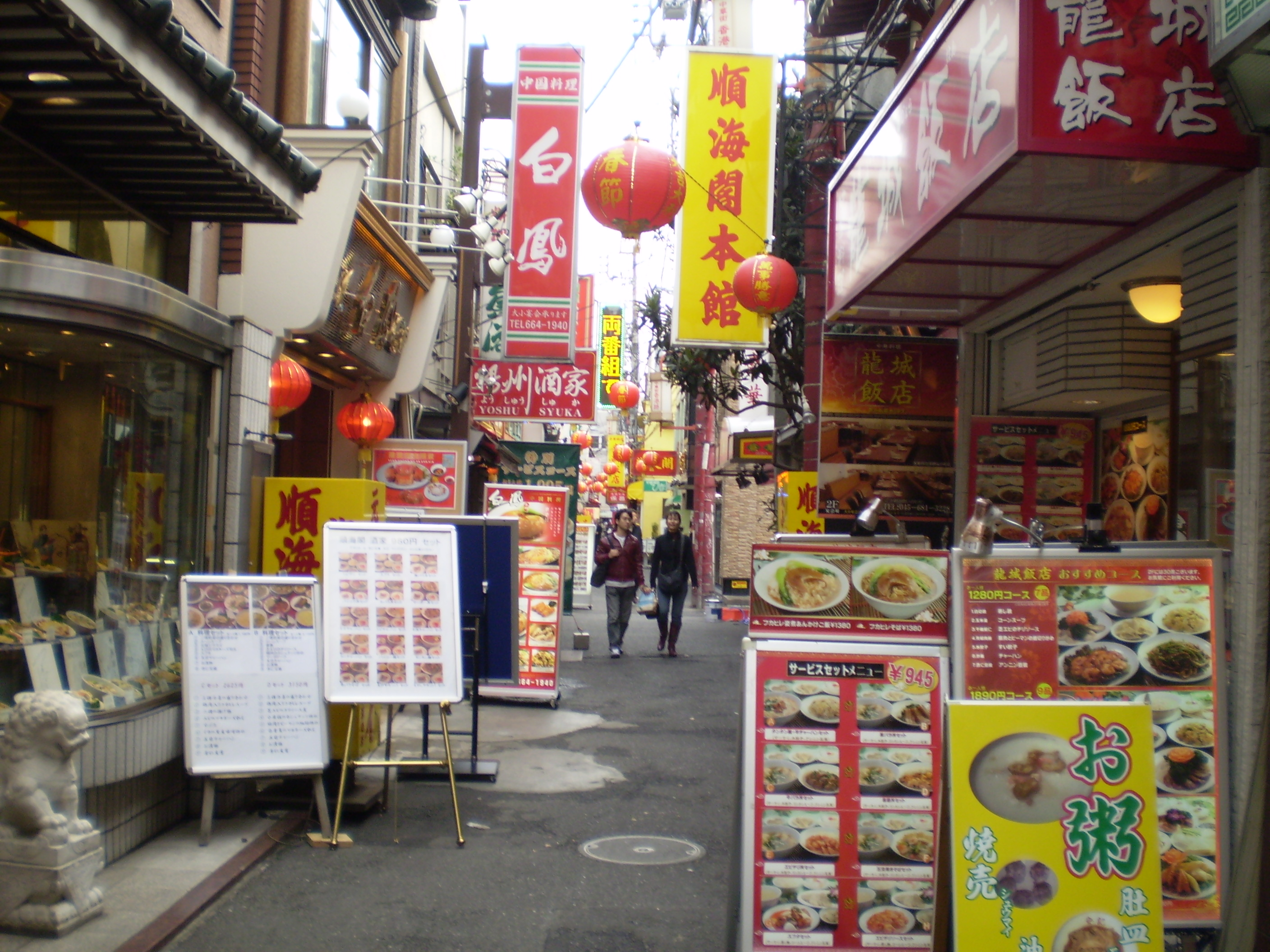
横滨中华街（2008年11月10日）
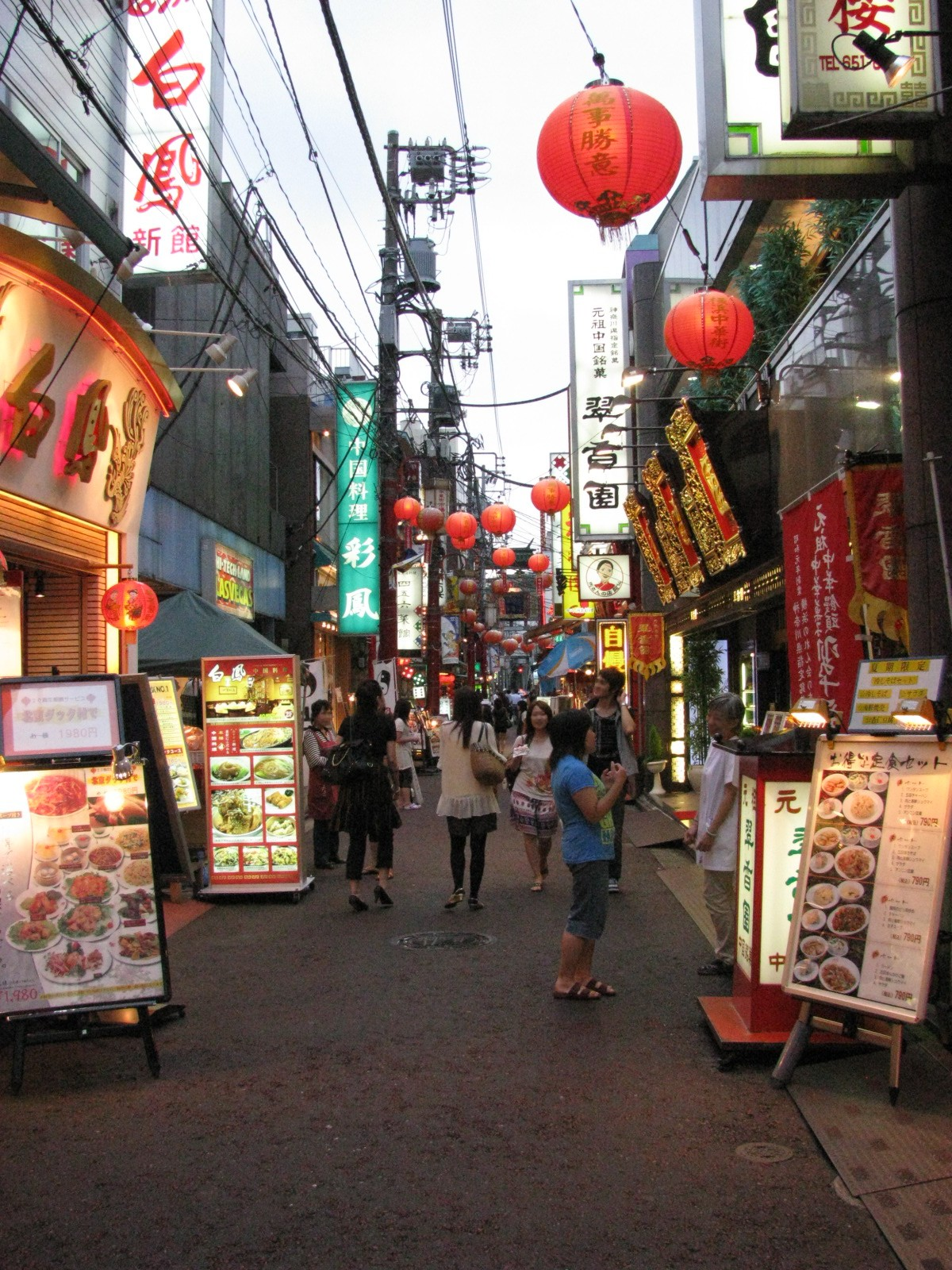
横滨中华街（2009年7月28日）
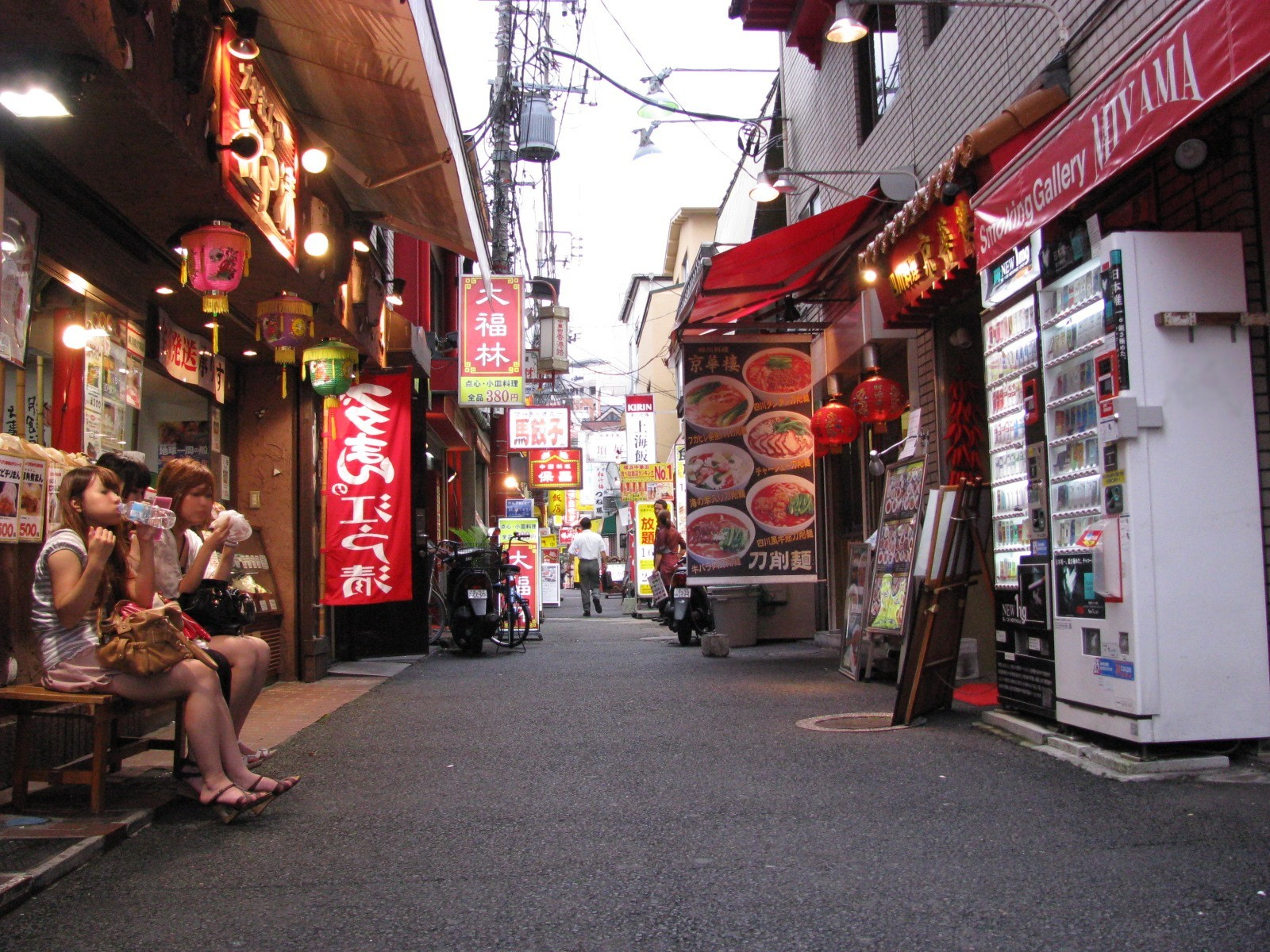
横滨中华街（2009年7月28日）
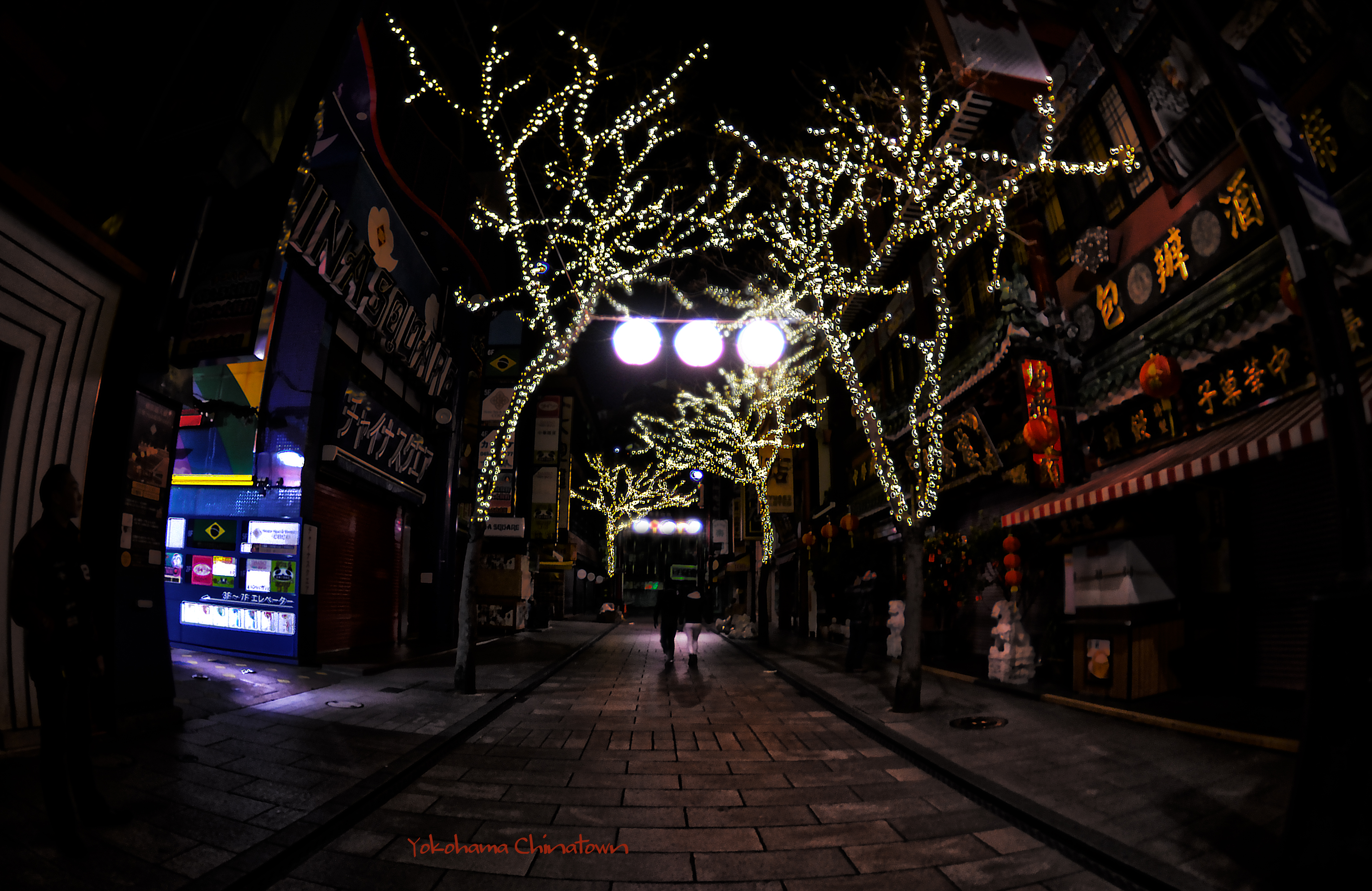
横滨中华街（2016年2月8日）
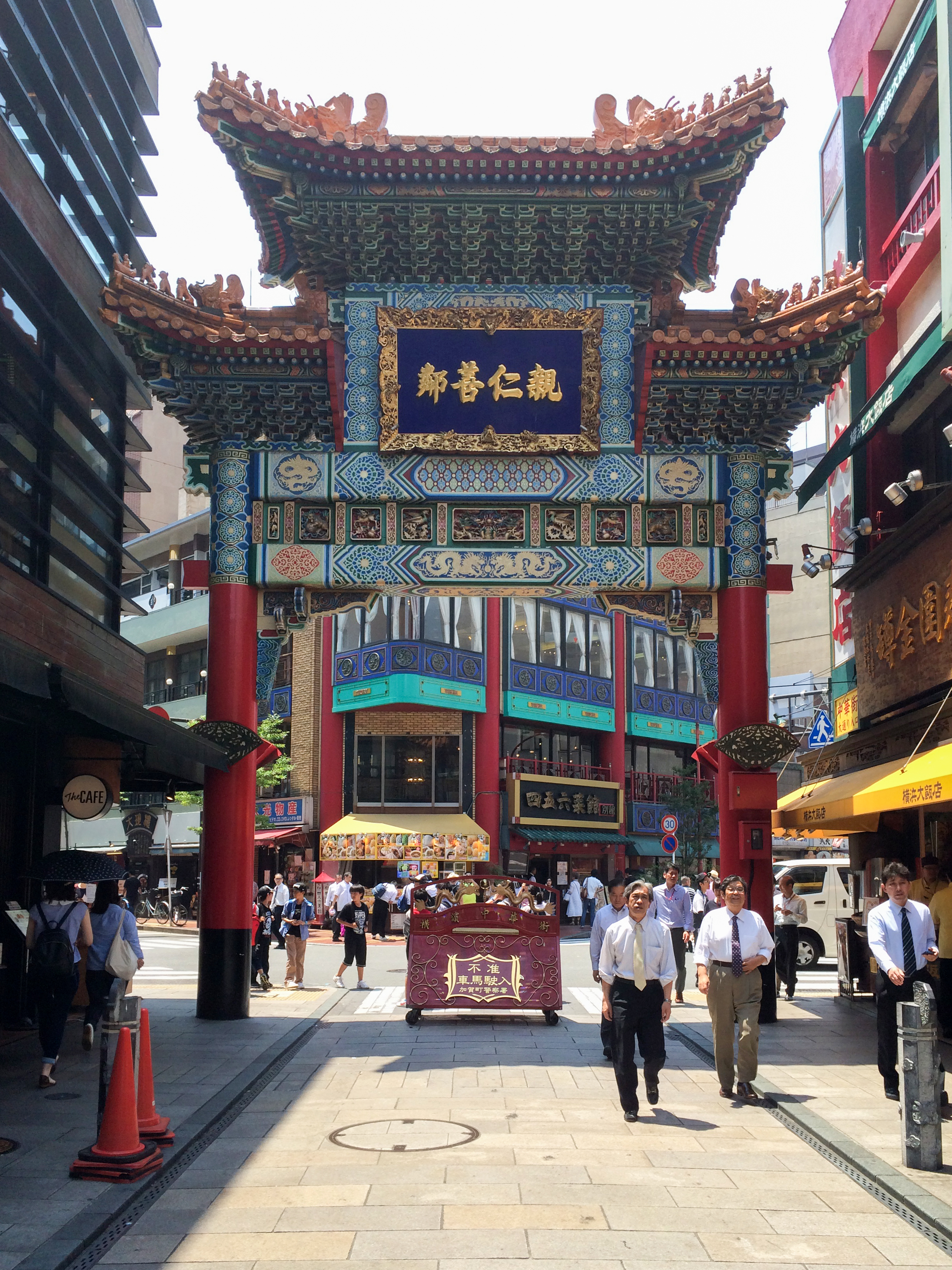
横滨中华街善隣門
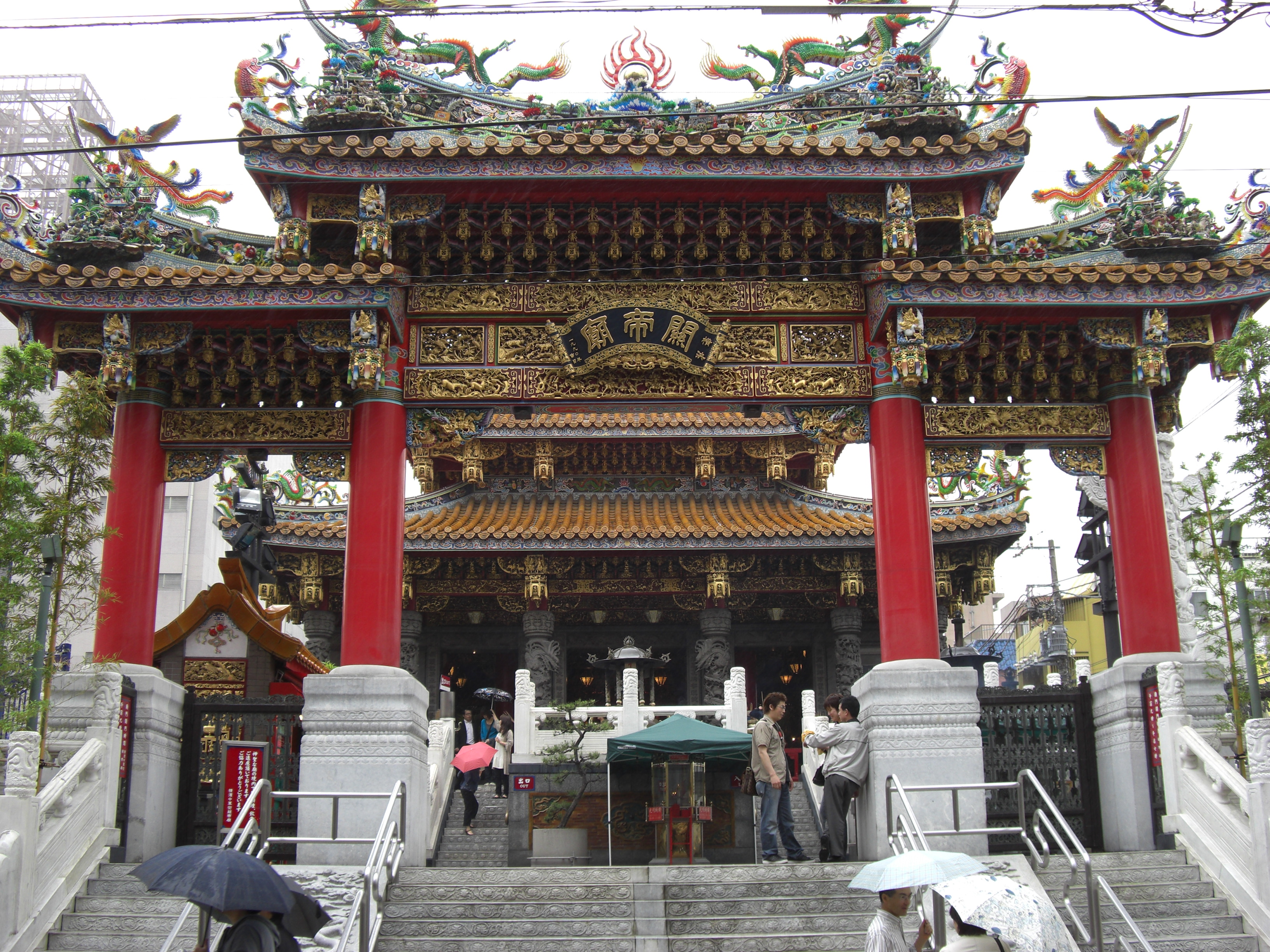
横滨中华街關帝廟
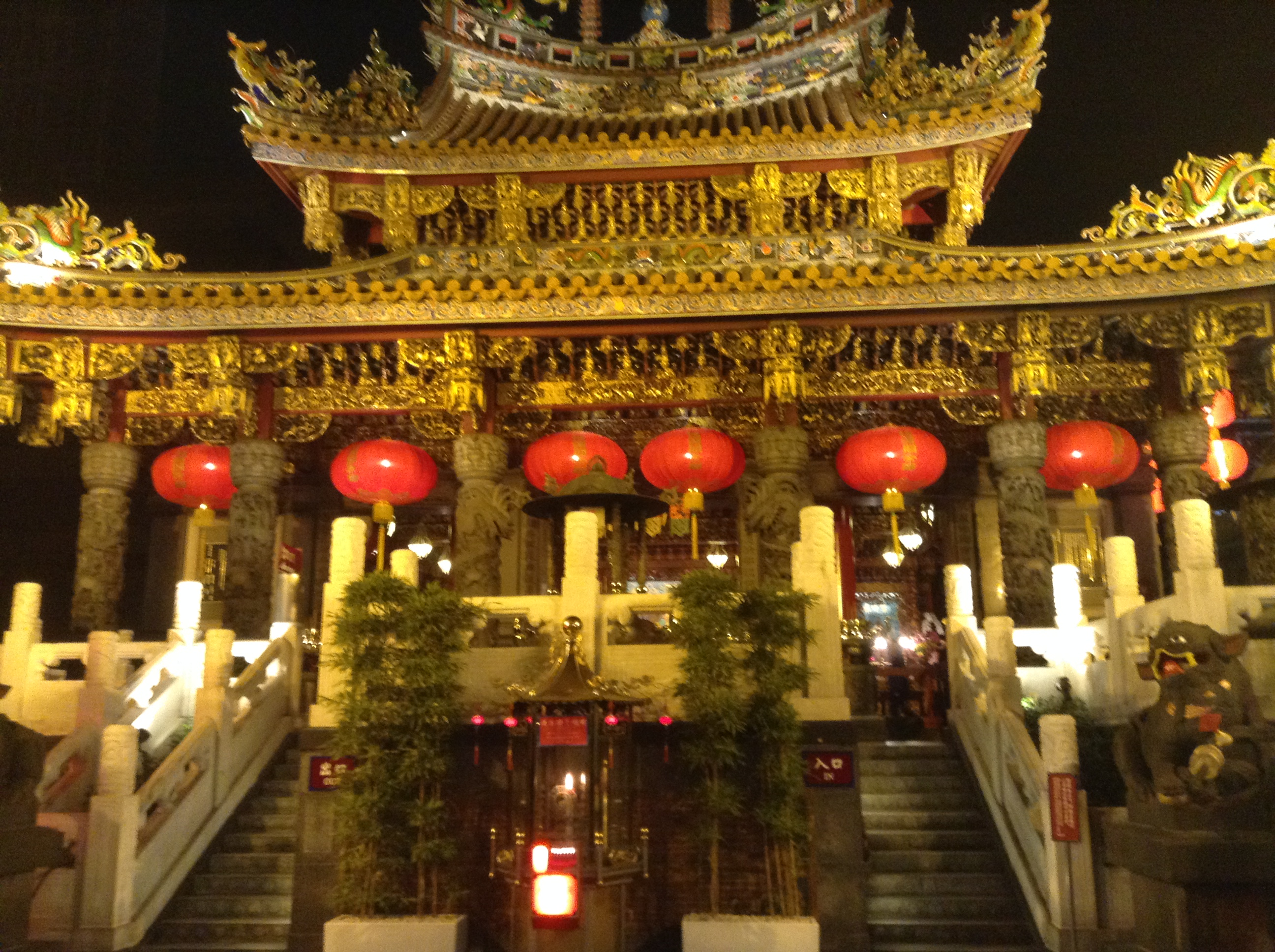
横滨中华街关帝庙
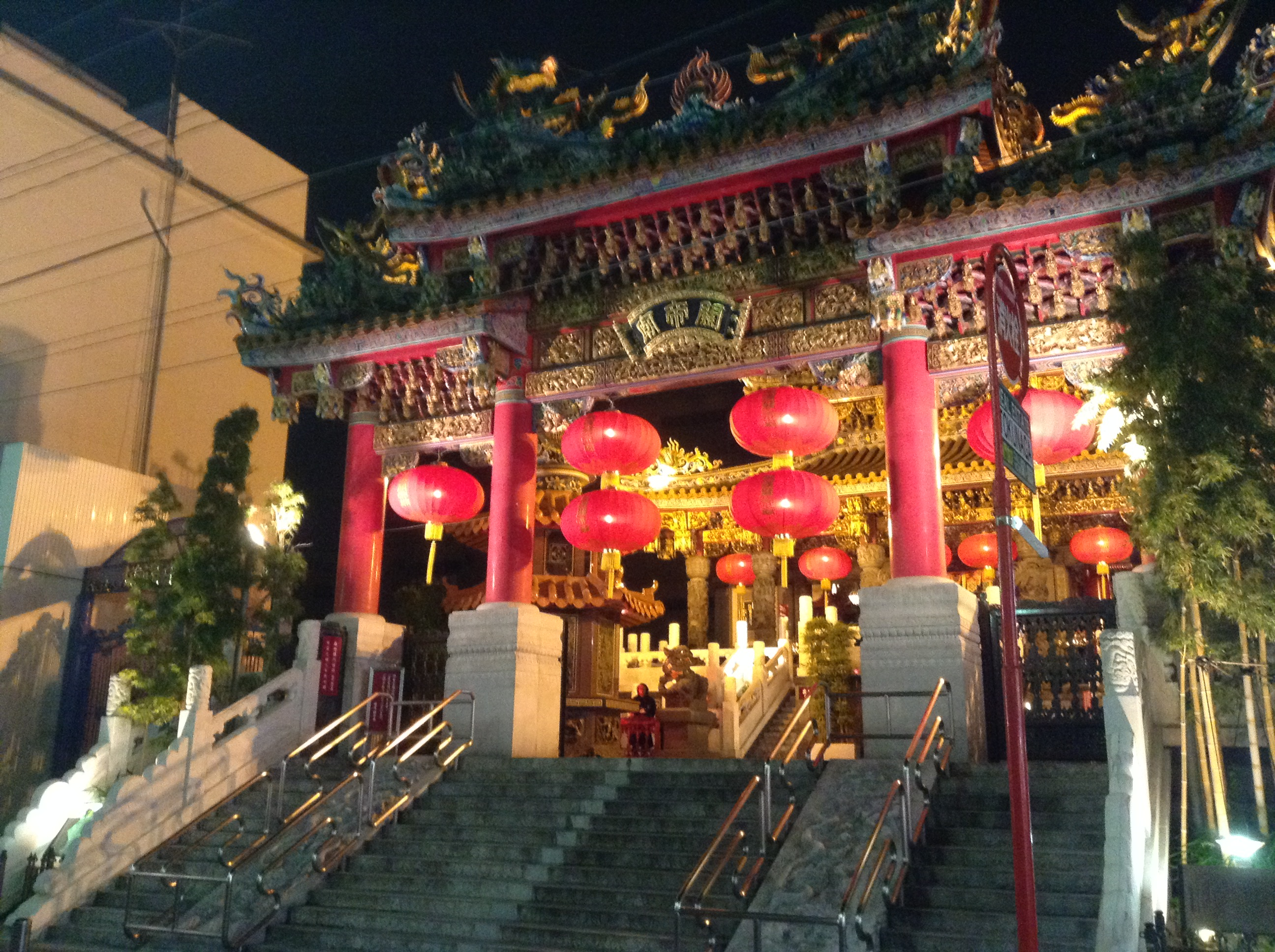
横滨中华街关帝庙夜景
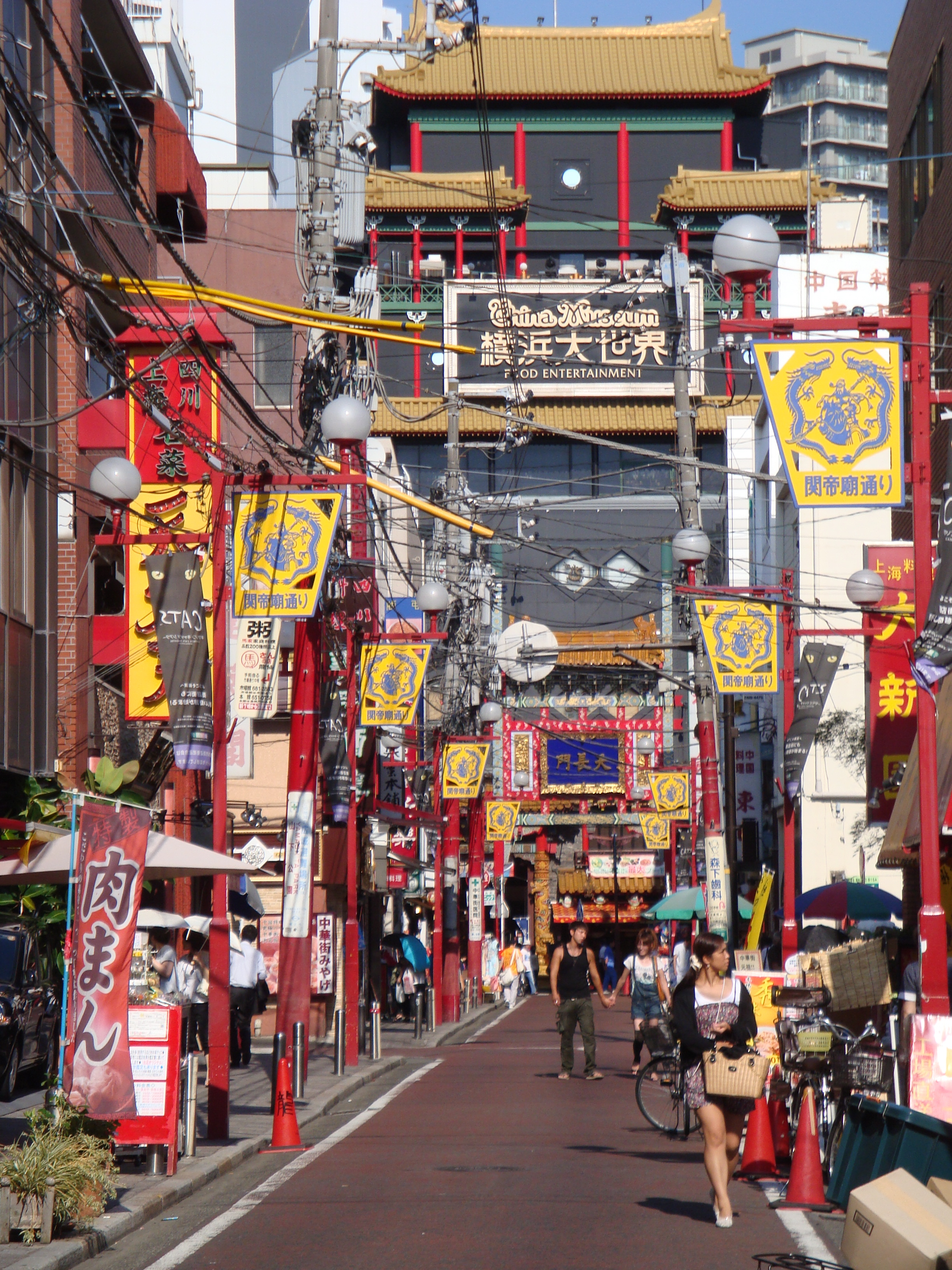
横滨中华街关帝庙巷
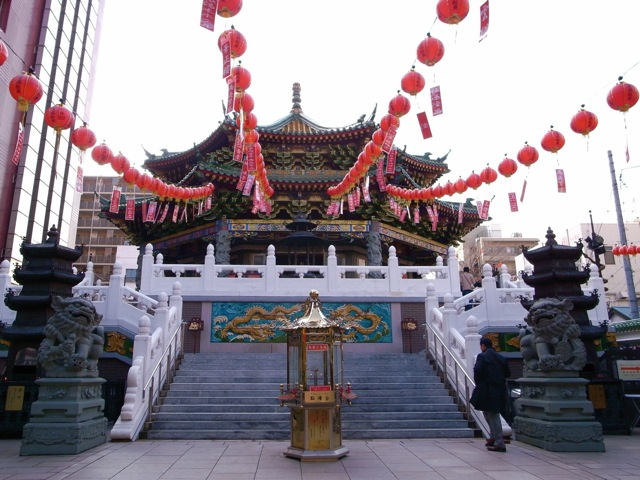
横滨中华街媽祖廟
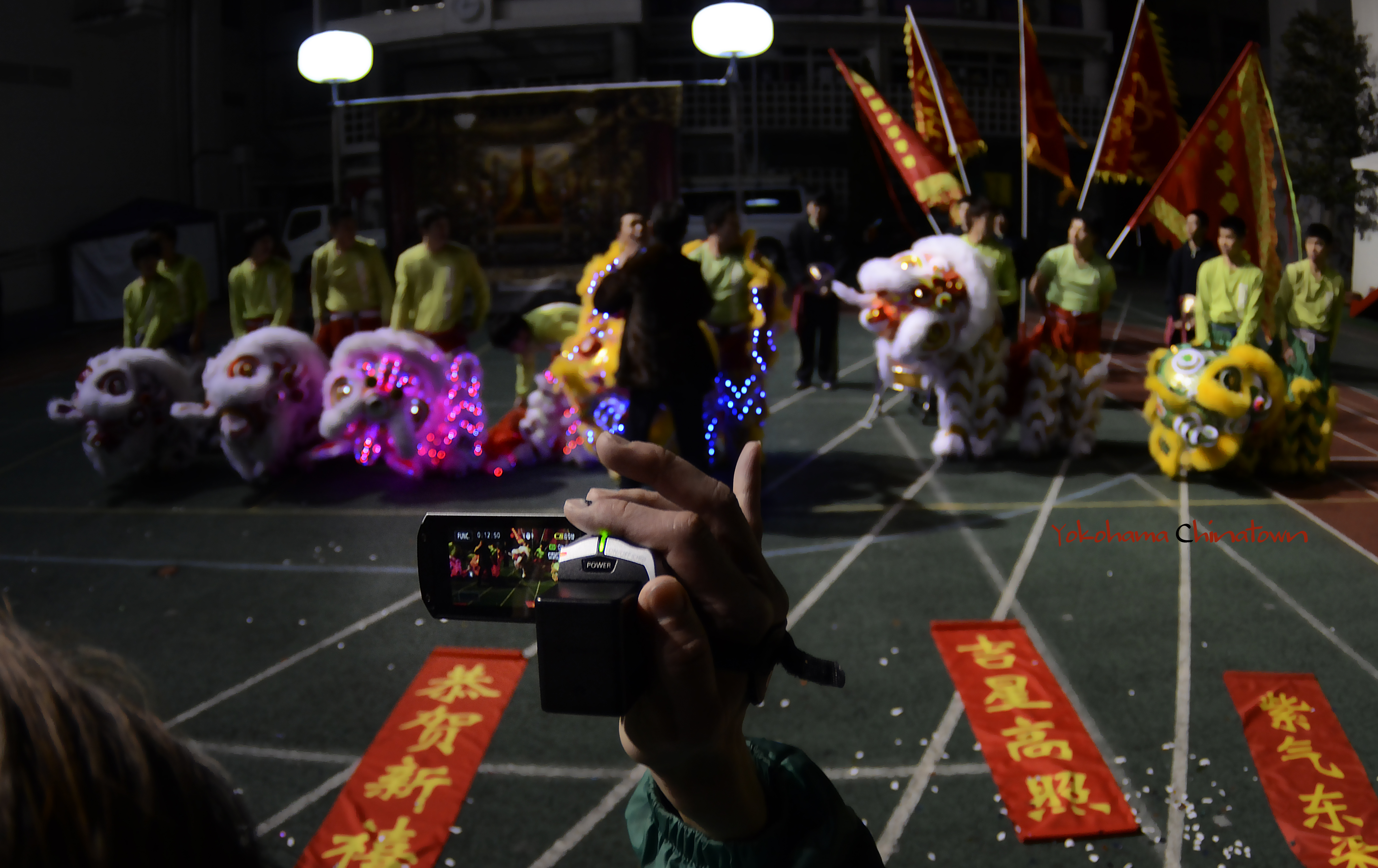
横滨中华街醒狮表演

## 交通
- 横濱高速鐵道 港未來線 元町·中華街站
- 東日本旅客鐵道根岸線（京濱東北線） 石川町站

## 相关作品
- 南方之星 -「チャイナムーンとビーフン娘」（2000年）
- 瘦身男女 - 2001年香港浪漫喜剧电影
- 後藤真希 - 單曲「横濱蜃氣楼」（2004年）
- 今天不上班 -日剧（2014年）
- 人中之龍7 -遊戲（2020年）

## 外部連結
- 橫濱中華街官方網站 （页面存档备份，存于）（日語）
- 横浜中華街 関帝廟 （页面存档备份，存于）（日語）
- OpenStreetMap上有關横滨中华街的地理